# Bondkyrka socken

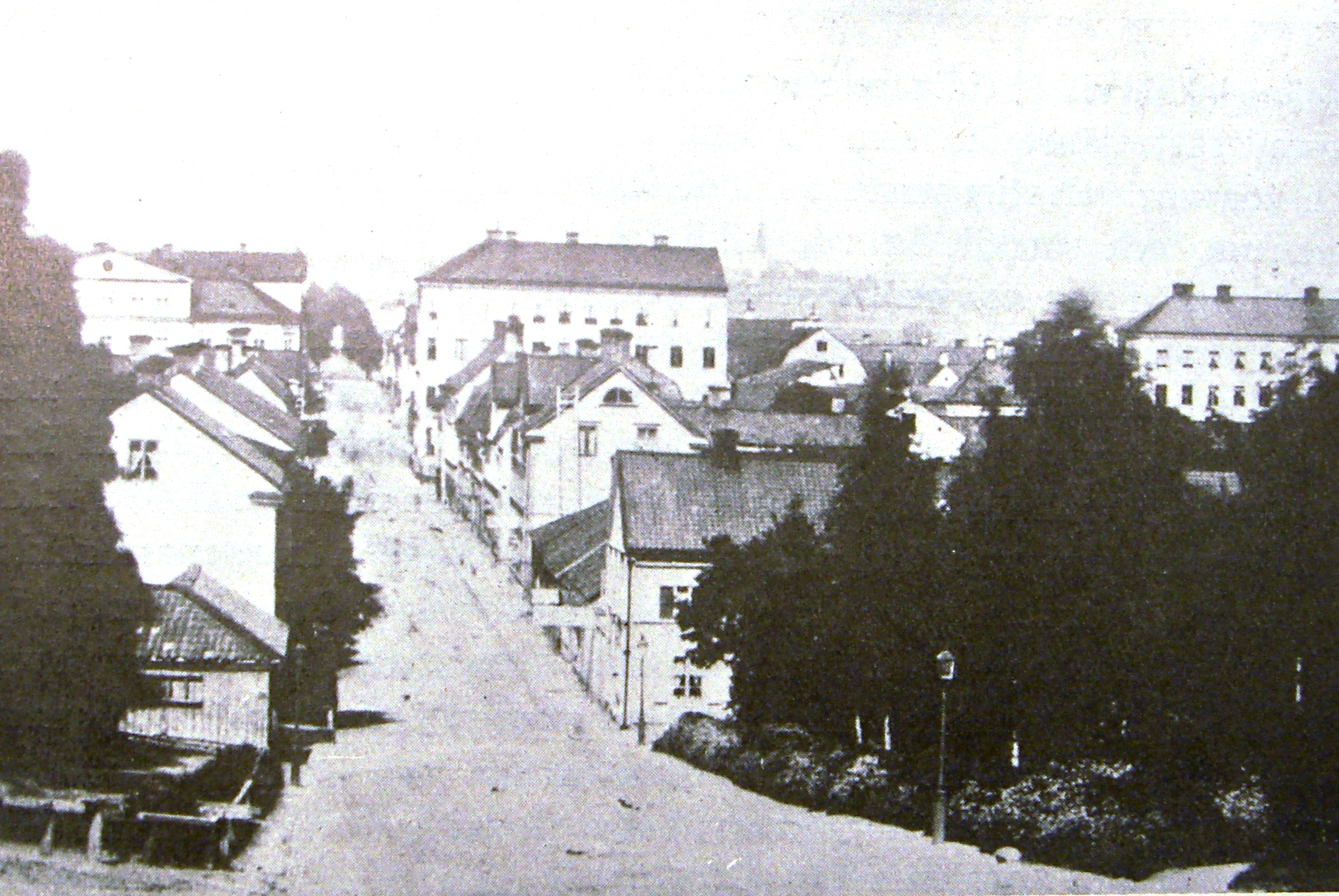
Drottninggatan i Uppsala på 1860-talet, byggnaden till väster är Bondkyrko sockenstuga, senare folkskola.

Bondkyrka socken i Uppland ingick i Ulleråkers härad, uppgick 1947 i Uppsala stad, och området är sedan 1971 en del av Uppsala kommun, från 2016 huvudsakligen inom Gottsunda distrikt och Uppsala Helga Trefaldighets distrikt.
Socknens areal var 39,73 kvadratkilometer varav 38,98 land.  År 1946 fanns här 5 888 invånare.  De tidigare gårdarna, numera stadsdelarna Ultuna, Gottsunda, Håga, Sunnersta, Vårdsätra och Ekeby ligger i socknen. Sockenkyrkan Helga Trefaldighets kyrka (Bondkyrkan) låg ursprungligen i Bondkyrko socken men kom redan under 1500-talet att börja räknas in i Uppsala stad. Prästgården låg utanför staden först i Flogsta och från 1500-talet i Stabby men sockenstugan var belägen vid Drottninggatan, Uppsala.

## Administrativ historik
Bondkyrka socken har medeltida ursprung. Socknen är första gången omnämnd (i form av en 1600-talsskrift av vad som antas vara en 1200-talsskrift) i historiska källor 1210. Socknens kyrka blev huvudkyrka för Uppsala domkyrkas sjätte kanonikat, Trinitatis, som omkring 1275 grundades av ärkebiskop Folke Johansson (Ängel). Kanonikatets innehavare (kanik) var alltså även kyrkoherde i Bondkyrko socken medan från kaniken från Skuttunge uppbar en avgift.

Under hela medeltiden hörde Uppsala stad ”västan ån” kyrkligt till Bondkyrko socken. Därefter började delar av socknen successivt inkorporeras i staden och dess församling.
Vid kommunreformen 1862 övergick socknens ansvar för de kyrkliga frågorna till Bondkyrka församling och för de borgerliga frågorna bildades Bondkyrka landskommun. 1880 inkorporerades Luthagen med Uppsala stad, och 1947 inkorporerades även de övriga delarna av Bondkyrka i Uppsala stad som 1971 ombildades till Uppsala kommun. Församlingen namnändrades 1947 till Helga Trefaldighets församling. 1974 bröts Gottsunda församling ut ur den södra delen av Helga Trefaldighets församling.
1 januari 2016 inrättades distrikten Uppsala Helga Trefaldighet och Gottsunda, med samma omfattning som motsvarande församlingar hade 1999/2000 och fick 1974, och vari detta sockenområde huvudsakligen ingår.
Socknen har tillhört län, fögderier, tingslag och domsagor enligt vad som beskrivs i artikeln Ulleråkers härad. De indelta soldaterna tillhörde Upplands regemente, Bälinge (Uppsala) kompani och Livregementets dragonkår, Norra Upplands och Uppsala skvadron.

## Geografi
Bondkyrka socken ligger närmast väster om Uppsala kring Hågaån och med Fyrisån och Uppsalaåsen i öster. Socknen har dalgångsbygd utmed åarna och däremellan av en svagt kuperad skogsbygd.
De gårdar och byar i Bondkyrka som funnits sedan medeltiden är Berthåga, Ekeby, Flogsta, Gottsunda, Gränberga, Hammarby, Husby, Håga, Hällby, Lasseby, Malma, Norby, Nyvla, Sunnersta, Ultuna, Vårdsätra och Överby.

## Fornlämningar
Från bronsåldern finns spridda gravrösen, skärvstenshögar, en storhög i form av Björns hög vid Håga samt en unik, stor och husgrundsliknande stensättning. Från järnåldern finns 25 gravfält och en fornborg vid Föret.  Fem runstenar är funna.

## Namnet
1316 skrevs namnet Ecclesie Sancte Trinitatis, 1384 skrevs ii Bonda kirkio soknene. Namnet på socknen tar fasta på att det är en landsförsamling i motsats till de två stadsförsamlingarna. Namnet skrev även Bondkyrko socken.